# るきさん
『るきさん』は、高野文子による日本の漫画作品。『Hanako』にて1988年6月2日号から1992年12月17日号まで連載された。全57話。バブル時代を背景に、きままな独身生活を送る女性を描く。ほぼ月1回の間隔で、毎回2ページ（最終話のみ3ページ）のオールカラーで連載した。見開き2ページに、均等に割られた全16コマで1つの話が描かれる。なお、1コマ目はタイトルになっている。単行本は1993年に筑摩書房より刊行、1996年にちくま文庫でも刊行された。毎日ムックアミューズ編『おもしろ図書館であそぶ』（毎日新聞社、2003年）に、主人公・るきさんの後日談を描く1ページの作品が掲載されており、2015年に筑摩書房より刊行された新装版に収録されている。

## 登場人物
るきさん
30代と思われる都内在住の独身女性。在宅で医療保険の請求書を処理する仕事をしているが、1週間で1月分の仕事を終えて、あとは図書館で本を借りたり、趣味の切手収集に勤しんだりと、自分の時間を気楽に過ごしている。流行に疎く、どこか浮世離れした雰囲気をもつ。
えつこさん
るきさんの親友のOL。苗字は坂本。ファッションに気をつかい、人気のレストラン情報などにも詳しい。部下の小川が気になっている。
自転車屋さん
自転車屋に勤める気さくな男性。るきさんの自転車のパンクを直して以来、町でたびたび見かけるようになる。るきさんとえつこさんを子持ちの奥さんと勘違いして、えつこさんの反感を買う。

## 書誌情報
- るきさん（筑摩書房、1993年6月）ISBN 4480872248
- るきさん（ちくま文庫、1996年12月）ISBN 4480032118 解説：氷室冴子
- るきさん（筑摩書房《新装版》、2015年6月）ISBN 978-4480888082